# Lensahn
Lensahn is een gemeente in de Duitse deelstaat Sleeswijk-Holstein. De gemeente maakt deel uit van de Kreis Oost-Holstein.
Lensahn telt 4.977 inwoners.
Ahrensbök ·
Altenkrempe ·
Bad Schwartau ·
Beschendorf ·
Bosau ·
Dahme ·
Damlos ·
Eutin ·
Fehmarn ·
Göhl ·
Gremersdorf ·
Grömitz ·
Großenbrode ·
Grube ·
Harmsdorf ·
Heiligenhafen ·
Heringsdorf ·
Kabelhorst ·
Kasseedorf ·
Kellenhusen ·
Lensahn ·
Malente ·
Manhagen ·
Neukirchen ·
Neustadt in Holstein ·
Oldenburg in Holstein ·
Ratekau ·
Riepsdorf ·
Scharbeutz ·
Schashagen ·
Schönwalde am Bungsberg ·
Sierksdorf ·
Stockelsdorf ·
Süsel ·
Timmendorfer Strand ·
Wangels